# Aulo Sempronio Atratino (tribuno consolare 425 a.C.)
Aulo Sempronio Atratino (Roma, ... – ...; fl. V secolo a.C.) è stato un politico romano del V secolo a.C..

## Primo tribunato consolare
Nel 425 a.C. fu eletto per la prima volta Tribuno consolare con Lucio Quinzio Cincinnato, Lucio Furio Medullino e Lucio Orazio Barbato.
Durante l'anno fu concessa una tregua di venti anni a Veio, sconfitta l'anno prima da Mamerco Emilio Mamercino davanti alle mura di Fidene, ed una tregua di tre anni agli Equi.

## Secondo tribunato consolare
Nel 420 a.C. fu eletto tribuno consolare per la seconda volta insieme Marco Manlio Vulsone, Lucio Furio Medullino e Lucio Quinzio Cincinnato.
In quell'anno non ci furono scontri con le popolazioni vicine, ma in città ci furono tensioni per l'elezione dei questori, carica che anche per quell'anno fu ad appannaggio dei Senatori, anche se una nuova legge prevedeva che per quelli di nuova istituzione potessero essere eletti anche i plebei.
Gaio Sempronio Atratino fu portato in giudizio dai tribuni della plebe per la condotta della guerra contro i Volsci del 423 a.C., al termine del quale fu condannato a pagare  una multa di 15.000 assi.

## Terzo tribunato consolare
Nel 416 a.C. fu eletto tribuno consolare con Quinto Fabio Vibulano Ambusto, Spurio Nauzio Rutilo e Marco Papirio Mugillano.
L'anno, come il precedente, fu caratterizzato da rapporti esterni tranquilli, ed interni tesi a causa del ripresentarsi della questione agraria da parte dei tribuni della plebe Marco Metilio e Spurio Mecilio.